# Åge Ellingsen
Åge Ellingsen (født 5. november 1962 i Oslo) er en norsk tidligere ishockey spiller, nu træner. Han repræsenterede Sportsklubben Forward, Furuset Idrettsforening, Storhamar Idrettslag, IF Björklöven, Idrettslaget Stjernen og IF Björklöven, Lillehammer Ishockeyklubb.
Ellingsen spillede 67 officielle internationale kampe for Norge og deltog i Vinter-OL for Norge i 1984 i Sarajevo med 11. plads, og i 1988 i Calgary med 12. plads. Han er nu træner hos Norges Toppidrettsgymnas på Lillehammer.
Han blev draft en af Edmonton Oilers i 1987.

## Eksterne links
- Åge Ellingsens profil på Sports-Reference OL-resultater (arkiveret) (engelsk)
- Åge Ellingsens profil på Olympedia (engelsk)
- Åge Ellingsens profil hos NHL.com (engelsk)
- Åge Ellingsens profil på Hockeydb.com (engelsk)
- Åge Ellingsens profil på Eliteprospects.com (engelsk)
- Norsk ishockeyforening: internationale spillere, mænd - Adelskalender (pdf-fil)
- Norskfødte spillere udarbejdet af NHL-hold